# Manuel Acosta
Manuel Acosta (Siviglia, 1787 – Siviglia, 1800) è stato un pittore spagnolo.

## Biografia
Nonostante la giovanissima età, si fece notare come talentuoso e promettente pittore di scene religiose. Alcuni suoi dipinti, fra i quali una Scena della Passione di Gesù, sono conservati all'Accademia di belle arti di Siviglia.